# Azienda del Consorzio Trasporti Veneziano
Az Azienda del Consorzio Trasporti Veneziano, rövidítve ACTV egy olasz közlekedési vállalat, mely Velence, Mestre és Chioggia közösségi közlekedését látja el autóbuszaival és személyhajóival.

## A cég
Az ACTV 1978. október 1-jén alakult, Velence tömegközlekedésének kiszolgálására.
Jogelődje az Azienda Comunale per la Navigazione Interna (ACNI) volt, melyet 1904. október 22-én alapított a város közössége. 1930. január 1-jétől átkeresztelték Azienda Comunale di Navigazione Interna Lagunare (ACNIL), melyet egészen az ACTV megalakulásáig megőrzött.
Az ACTV látja el a helyi lakosok és a turisták tömegközlekedését, a lagúna vízén vaporettókkal, motonavékkal, traghettókkal, a szárazföldön autóbuszokkal. A kétféle rendszer összekapcsolódási pontja a várost a szárazfölddel (így Mestrével) összekötő Ponte delle Libertà híd velencei lábánál, a Piazzale Román található.

## Történet
Az első hivatalos tömegközlekedési gőzhajójárat 1881-ben indult a Regina Margherita vaporettóval a Canal Grandén. A későbbiekben egy francia koncessziós társaság, a Compagnie des bateaux Omnibus üzemeltette a hajójáratokat, egészen 1890-ig, amikor is a Società Veneta Lagunare vette át a tömegközlekedés kiszolgálását. 1903-ban a város felszabadította a hajózási monopóliumát, ennek következtében, 1904-ben megalakult az ACNI, az ACTV jogelődje.
1933-ban, a Ponte della Libertà megnyitása után, az ACNIL elindította Velence és Mestre közötti autóbuszjáratát, mely a Società Anonima Tramvie di Mestre vasúti villamosjárataival párhuzamosan közlekedett. Ezzel az autóbuszjárattal gyorsabb lett a közlekedés a belváros (Rialto, Szent Márk tér) felé is.
1941-ben közvetlen járat indult a szárazföld és a Lido között.
A II. világháború alatt a cég eszközeinek nagy részét hadi célokra használták. Ennek folytán egy részük megsemmisült, vagy megsérült. A háború végeztével ezen eszközök (mobil hidak, pontonok stb.) cseréjét és pótlását kellett tehát elvégezni.
1965-ben az ANCIL autóbuszjáratai szép lassan átvették a villamos szerepét a szárazföld és a város között, így a villamosközlekedés 1966-ban meg is szűnt (a vasúti természetesen nem).
1978-ban az ANCIL-t átszervezték és megalakították a ma is létező ACTV-t.
Az ACTV 2001. január 1-jén részvénytársasággá alakult, a részvények 60%-át Velence városa tulajdonolja, a maradékon osztozik Velence megye és Veneto régió.
2007 óta a kompközlekedés (Tronchetto) is a céghez tartozik.

## Járatai
Az ACTV elsősorban Velence, Mestre, Chioggia és a velencei lagúna környékét szolgálja ki:
- Velence tömegközlekedése
- Mestre tömegközlekedése
- Chioggia tömegközlekedése

## Járművek
Az ACTV jelenleg 597 autóbusszal és 152 hajóval rendelkezik, melyekkel évente körülbelül 180 millió utast szállítanak. E számok alapján az ACTV a harmadik legnagyobb közlekedési társaság Olaszországban a római és a milánói után.

### A flotta

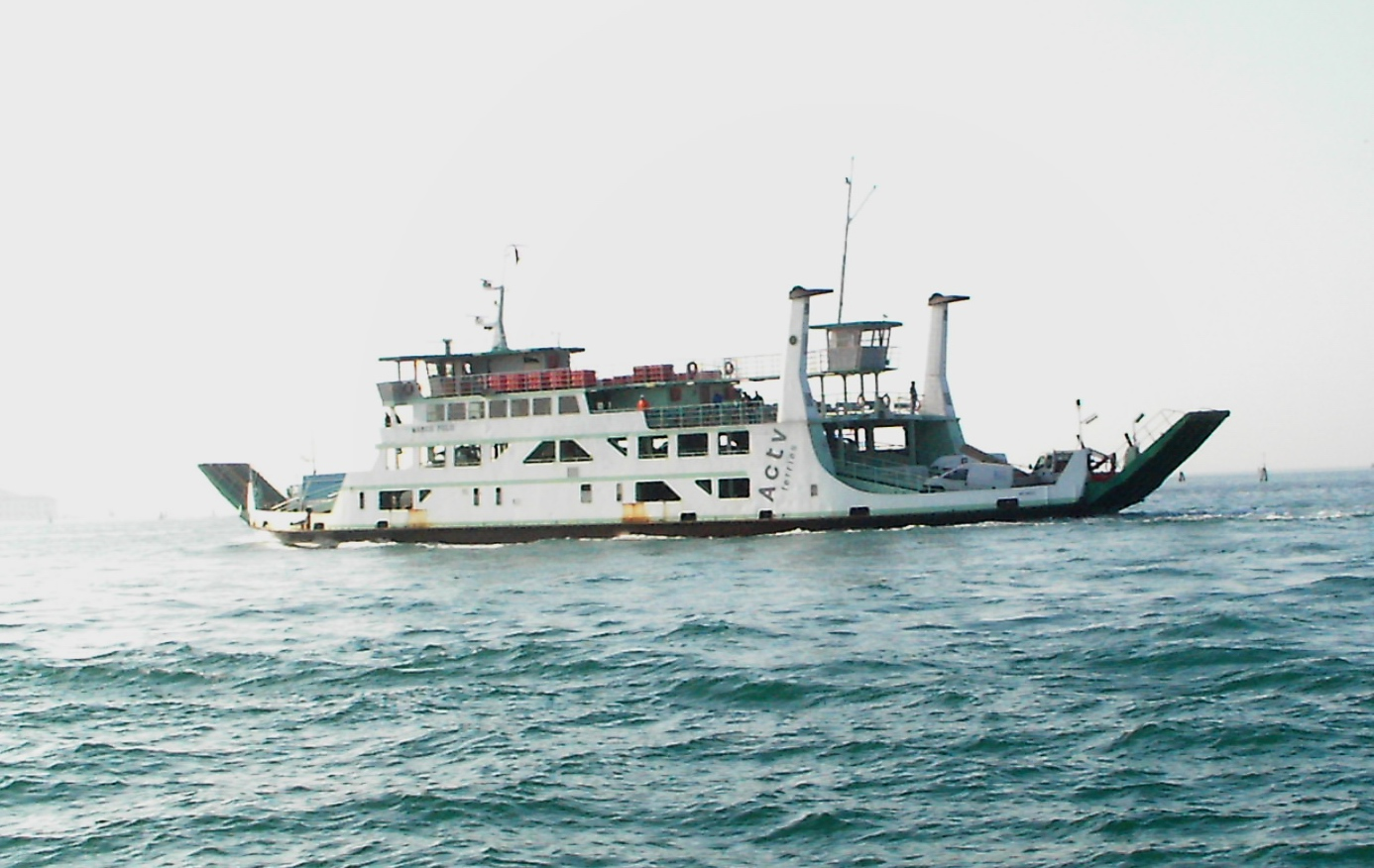
A Marco Polo komp a velencei Szent Márk öbölben

A 2005-ös adatok szerint a társaságnak a következő hajói vannak:
- 59 vaporetto (200-210 fő befogadóképességű);
- 59 motoscafo (kisebb, mint a vaporetto, de gyorsabb);
- 15 motobatello (hasonlít a vaporettóra, de teljesen zárt, a külső járatokon használják);
- 15 motonave (1200 fő befogadóképességű, a külső lagúnajáratokon használják);
- 7 komp (1000-1250 fő szállítására alkalmas).

A vaporettók közül néhány (az E1 sorozat) elektromos meghajtású, ezeket az 1-es vonalán használják nyaranta. Próbajáratokon már tesztelik a hidrogénhajtású vaporettókat is.

### A buszok

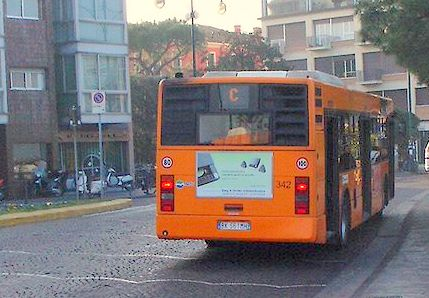
Monocar 240L a Lidón

A szárazföldön használt buszok igen vegyes képet mutatnak. Általában dízelmeghajtásúak, de használnak metánhajtásúakat is. A flotta összetétele a következő:
- kb. 100 db Inbus;
- kb. 100 db Scania Omnicity;
- kb. 100 db Iveco CityClass (30 metánhajtású);
- kb. 100 db Mercedes-Benz Integro;
- kb. 50 db BredaMenarinibus Monocar 240 (12 és 10 m-esek);
- kb. 30 db BredaMenarinibus Monocar 221;
- kb. 10 db BredaMenarinibus Monocar 201 (12 és 10 m-esek);
- 5 db BredaMenarinibus Monocar 321;
- 6 db Mercedes-Benz Citaro;
- 8 db Autodromo;
- 8 db Man-sziget;
- 8 db Iveco Effeuno;
- 8 db Iveco Turbocity;
- ? db Translohr.

Ezen kívül a Lidón a következőket használják:
- 6 db Fiat 418 AC De Simon (az A és B vonalakon)
- 19 db Menarini Monocar M201/1 NU serie 380-398 versione Lido (a 11-es vonalon)
- 5 db Menarini Monocar M201/2 LU serie 341-345 (a C vonalon)
- 11 db Menarini Monocar M201/2 NU serie 330-340 (az A és B vonalakon)
- 16 db Bredamenarinibus M221 LU serie 330-345 (a 11-es vonalon)
- 33 db Bredamenarinibus M240 LU serie 331-343 és M240/1 LU serie 380-397 (minden vonalon)

Az ACTV volt az első társaság Olaszországban, amely 15 m-nél hosszabb autóbuszokat kezdett használni 2002-től.

## A jövő

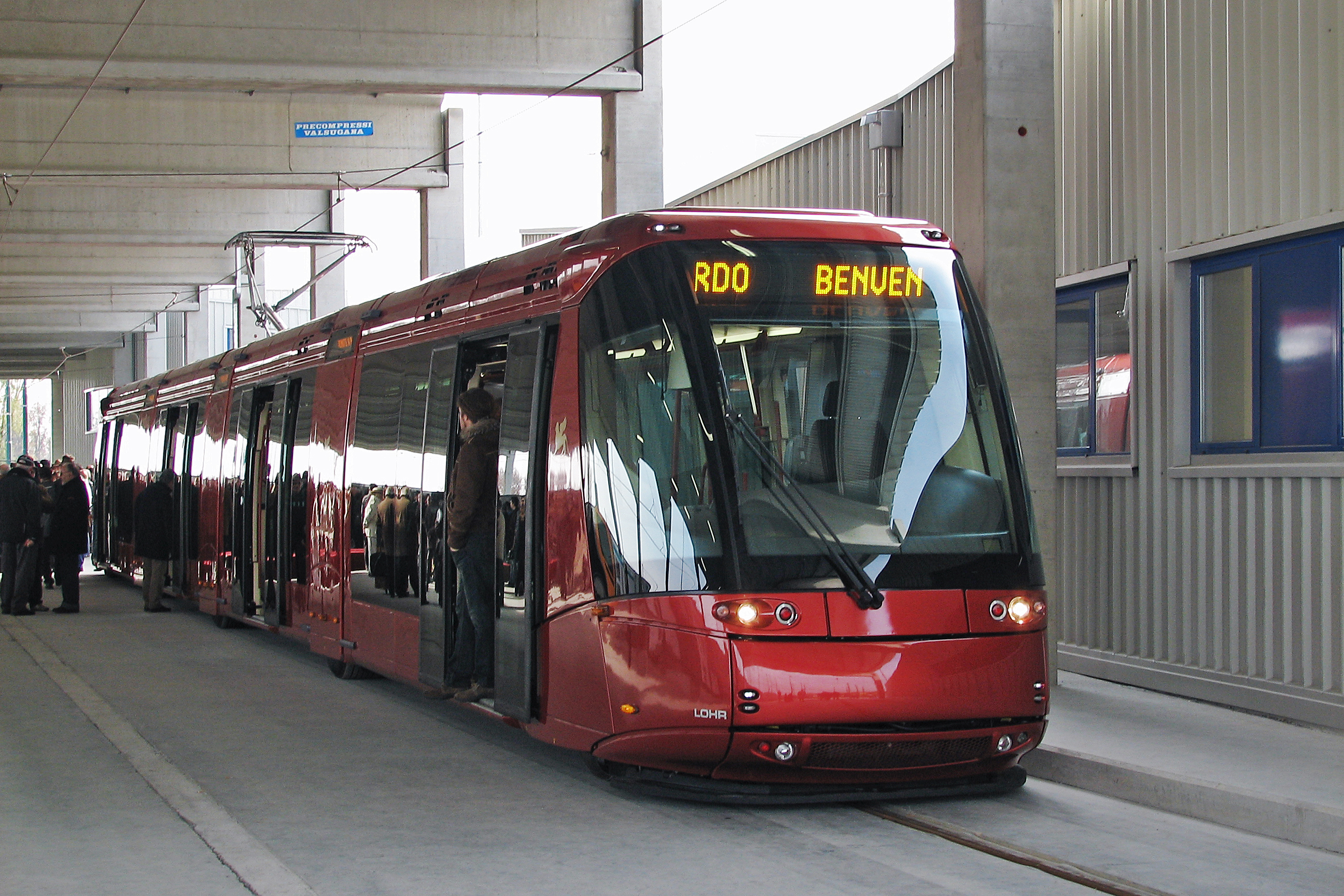
A jövő: A mestrei villamos

A cég fejlődésének legfontosabb pontja az építés alatt álló „mestrei villamos”, amely egy gumikerekű jármű, de leginkább egy villamosra hasonlít. Két vonalon fog közlekedni, az egyik a Velence - Mestre központ - Favaro Veneto vonalon, a másik a Marghera - Mestre központ vonalon. Az első tervezett átadása 2011-re, a második 2009 januárjára várható. Természetesen ez a beruházás nagy lezárásokat, tereléseket, ennél fogva torlódásokat okoz, amit a közlekedők nem mindig tolerálnak. Ezért több kisebb részletben végzik a vonalak kialakítását.
A villamos indulása után várható, hogy a párhuzamos járatokat módosítani fogják, egyeseket esetlegesen meg is szüntetnek. Ezzel egy időben szeretnék elindítani öt város (Velence, Mestre, Padova, Treviso és Castelfranco Veneto közötti új regionális városi vasutat (sistema metropolitano ferroviario regionale - SFMR) is, ami szintén érintheti a jelenlegi autóbusz-hálózatot, nem csak Mestrében, hanem a Piazzale Romától induló velencei járatokat is.

## Imob - a jövő elektronikus jegykezelése
2007. november 1-jén vezették be az új jegykezelési és ellenőrzési rendszert Velencében. Az imob.venezia egy chipalapú elektronikus jegy- és bérletrendszer, mellyel szeretnék kiváltani a jelenlegi bérletrendszert és a Carta Venezia rendszerét. Ez utóbbi két rendszer segítségével a helyi lakosok csökkentett áron juthatnak jegyekhez, míg a turisták teljes áron vehetik meg csak azokat.
A rendszer lényege, hogy a megvásárolt jegyek nem alkalomra, hanem időre szólnak. Első beszálláskor egy RFID készülékkel érvényesíteni kell (minimum 6 cm-re a készülék elé kell tenni a jegyet), ettől az érvényesítéstől él a jegy, a megvásárláskor kért időpontig (60 perc, 12 óra, 24 óra, stb.)
A hajókon és autóbuszokon a személyzet egy kézi eszközzel tudja ellenőrizni a jegy érvényességét.
Az imob rendszert hivatalosan először a hajójáratokon vezették be 2008. május 1-jétől, majd az autóbuszokon július 1-jétől használják.

## Galéria

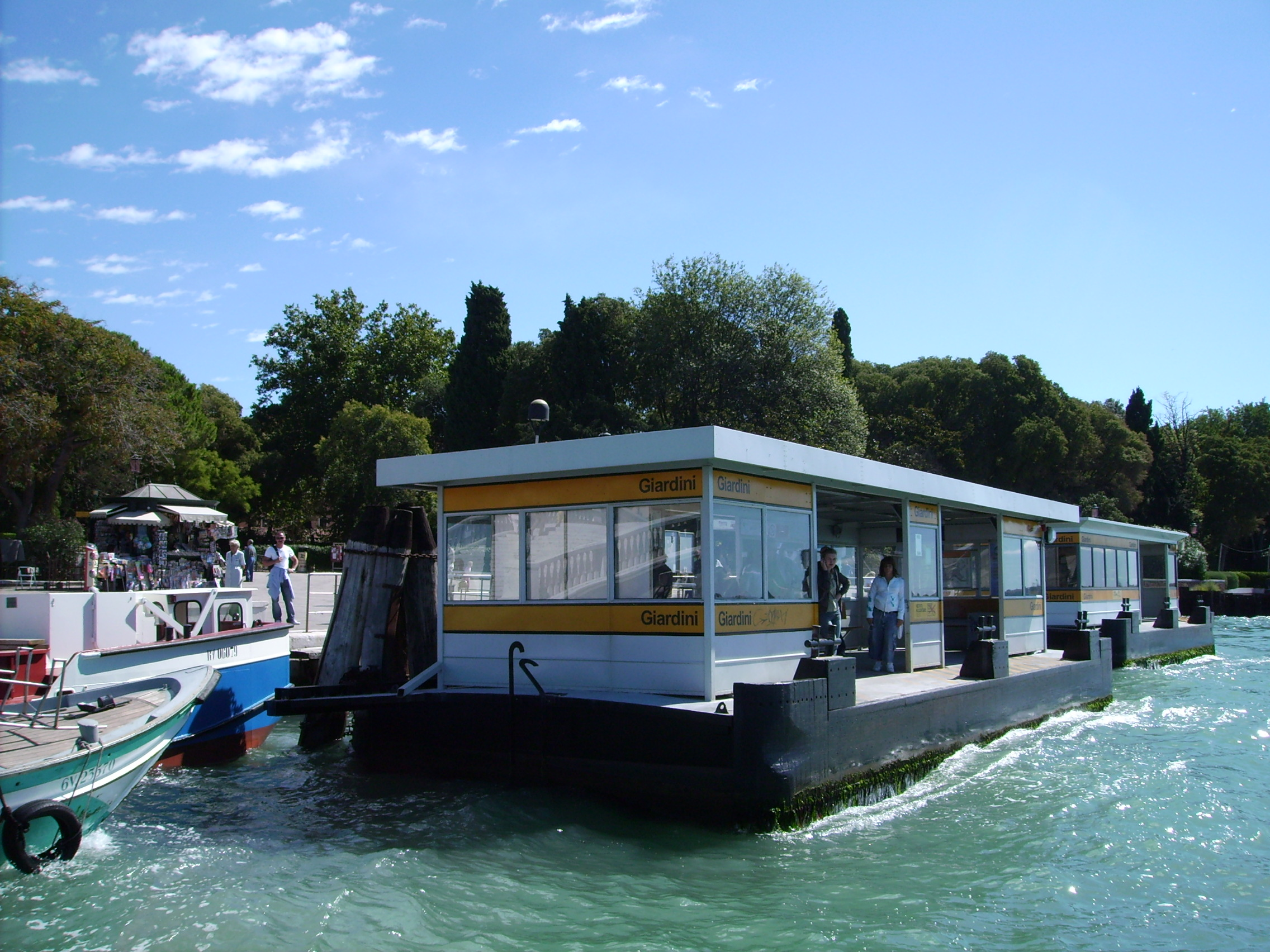
Hajóállomás, Biennálé-kertek
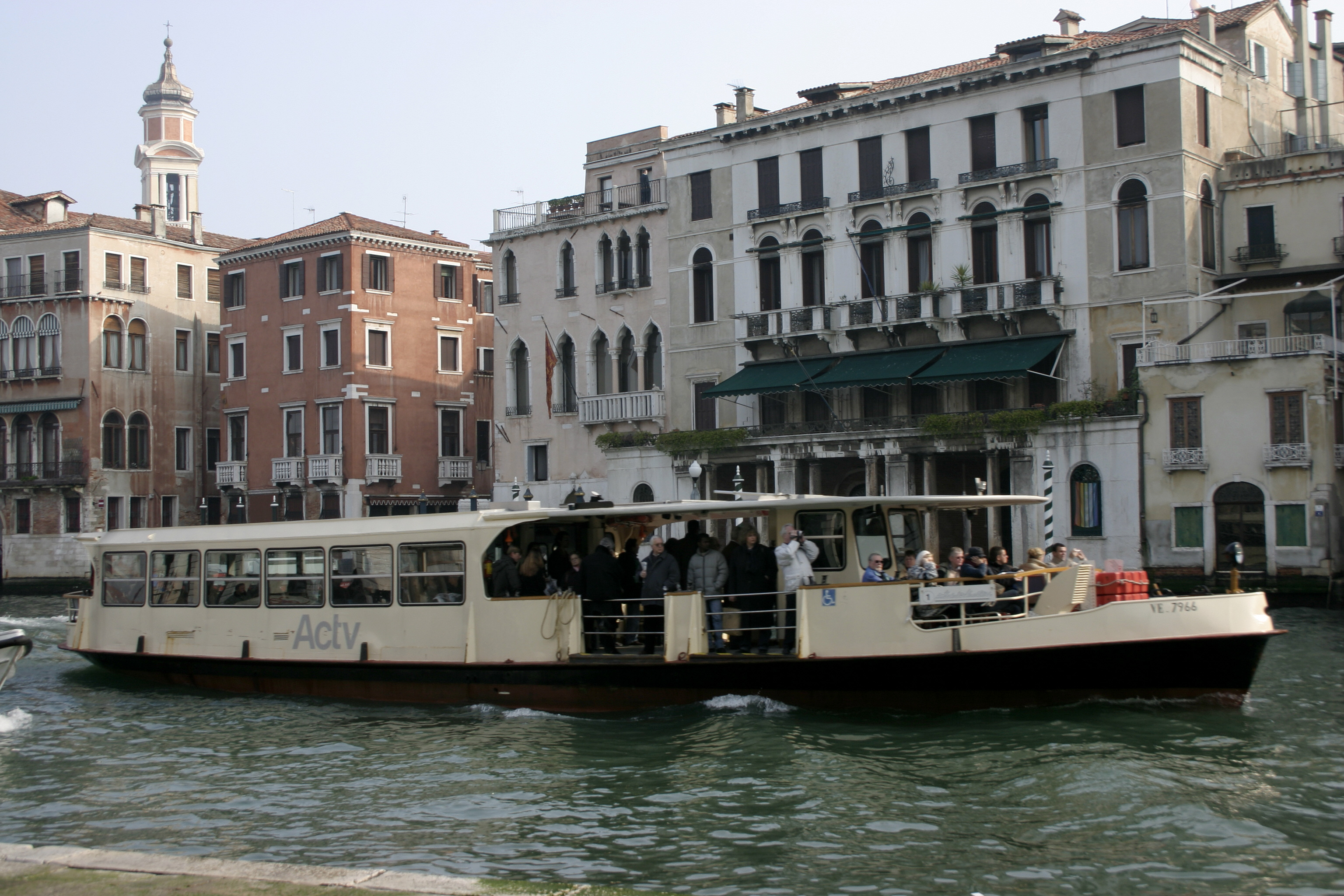
Vaporetto a Canal Grandén
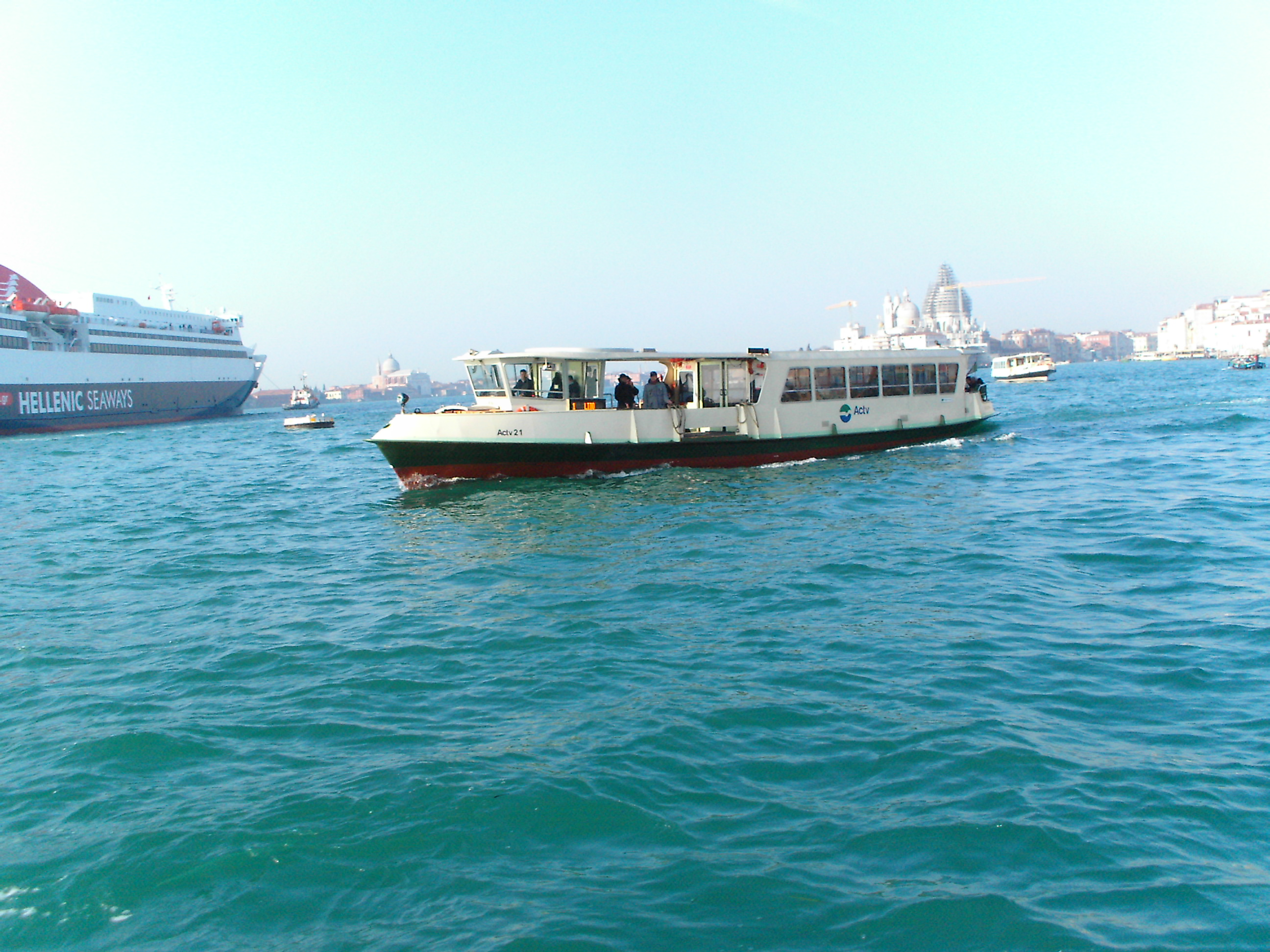
Vaporetto (Serie 90) a Szent Márk öbölben
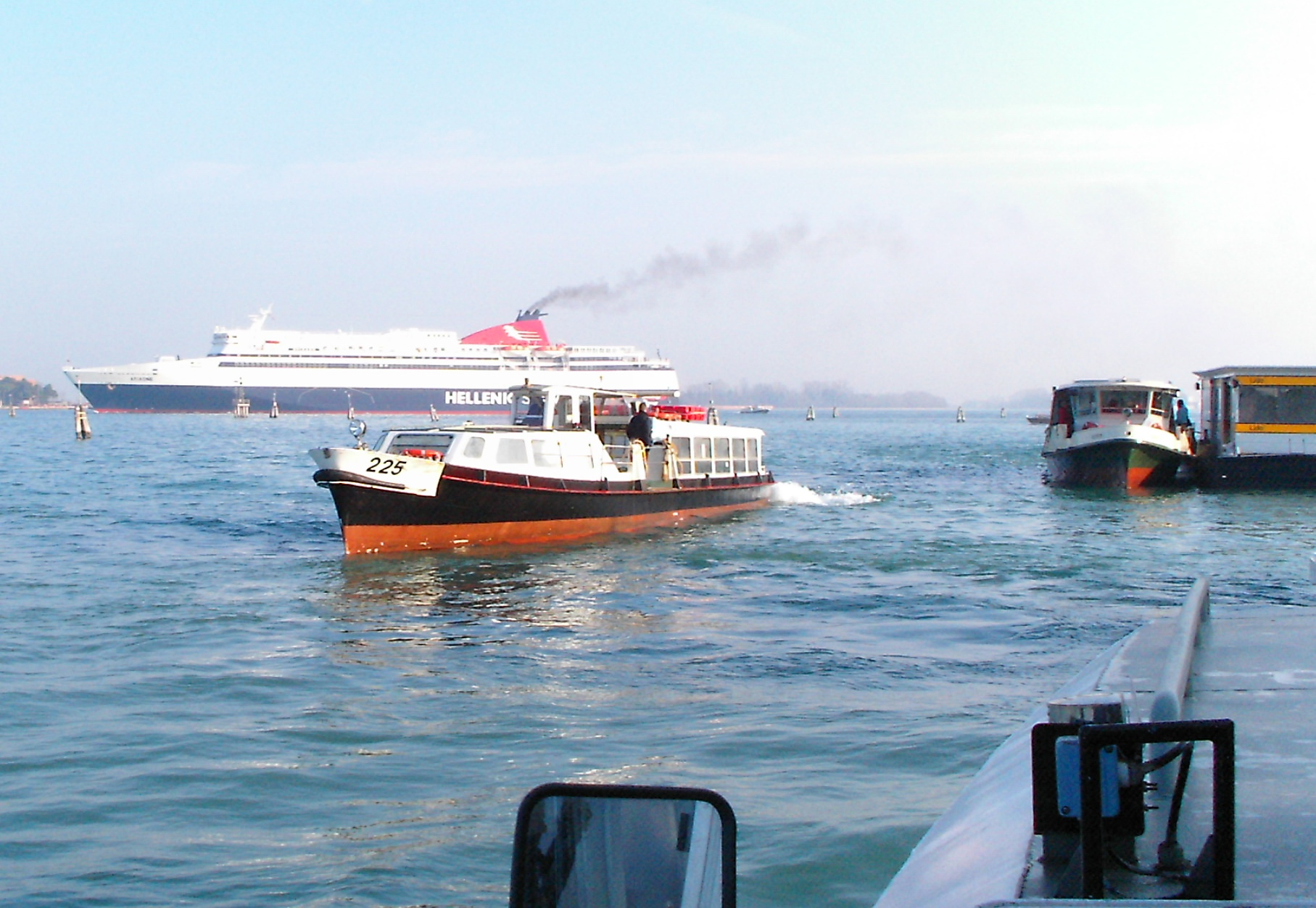
Motoscafo a Lido Santa Maria Elisabettánál
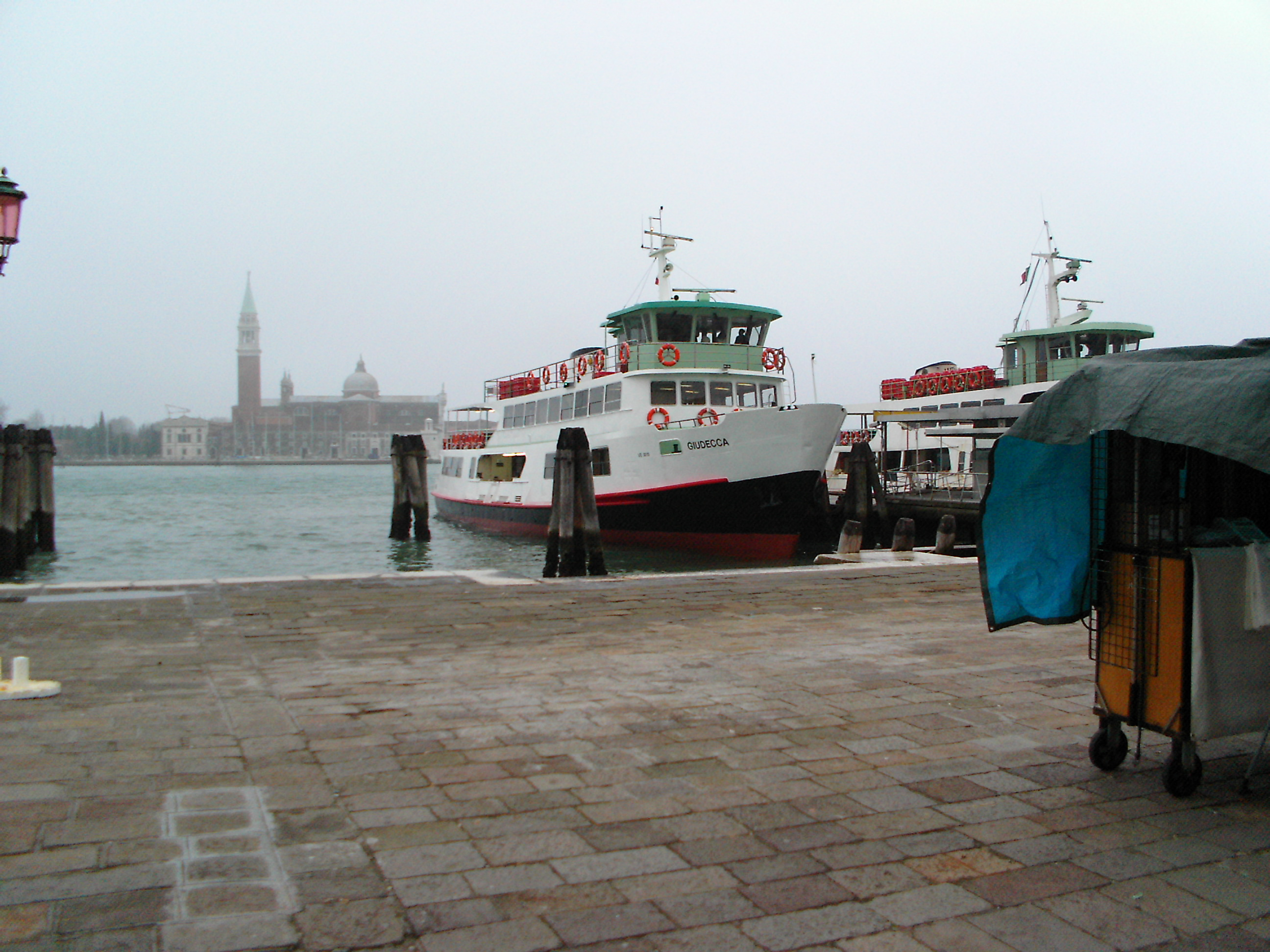
A Giudecca motonave San Zaccariánál
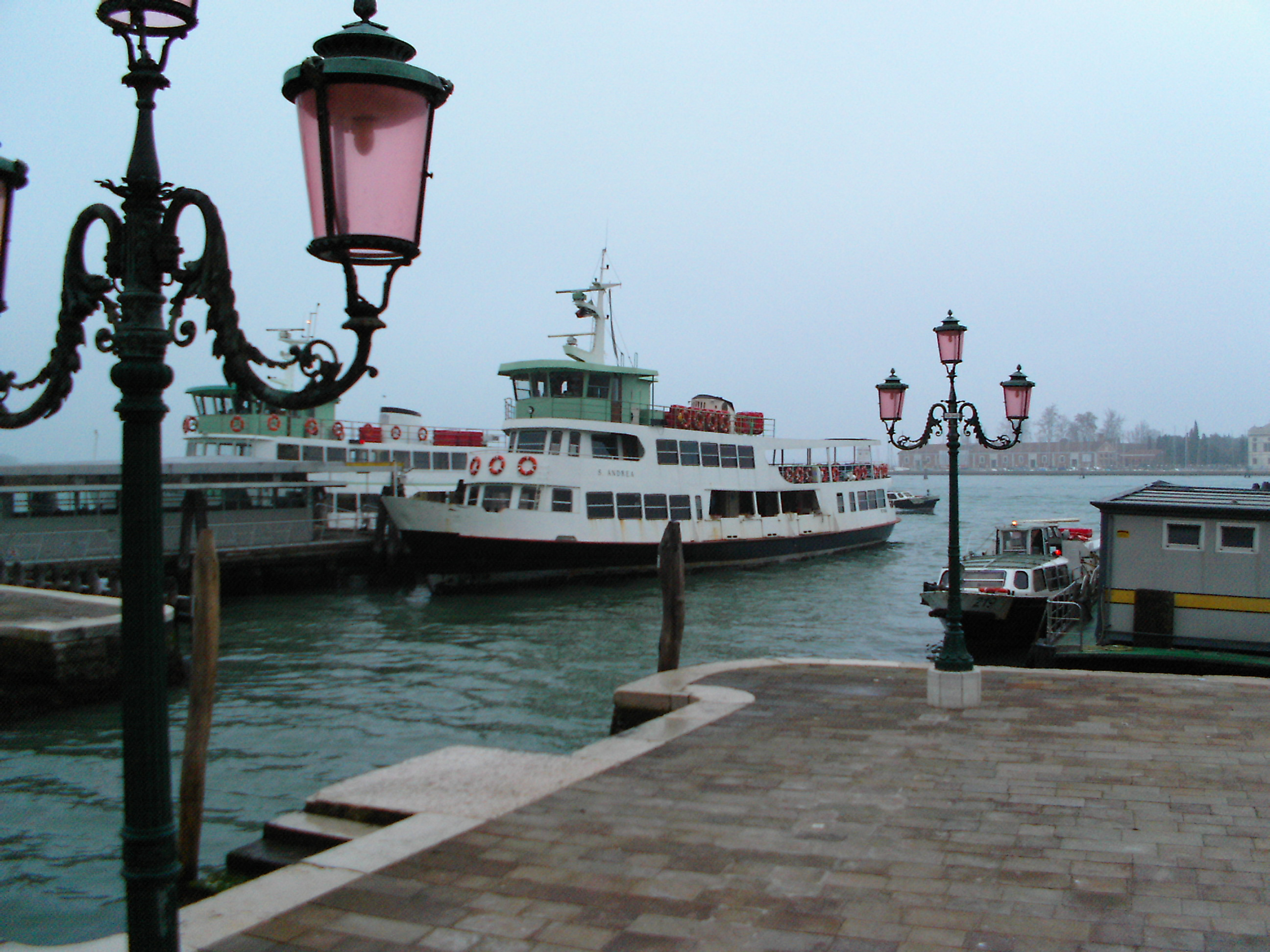
A Sant'Andrea motonave San Zaccariánál
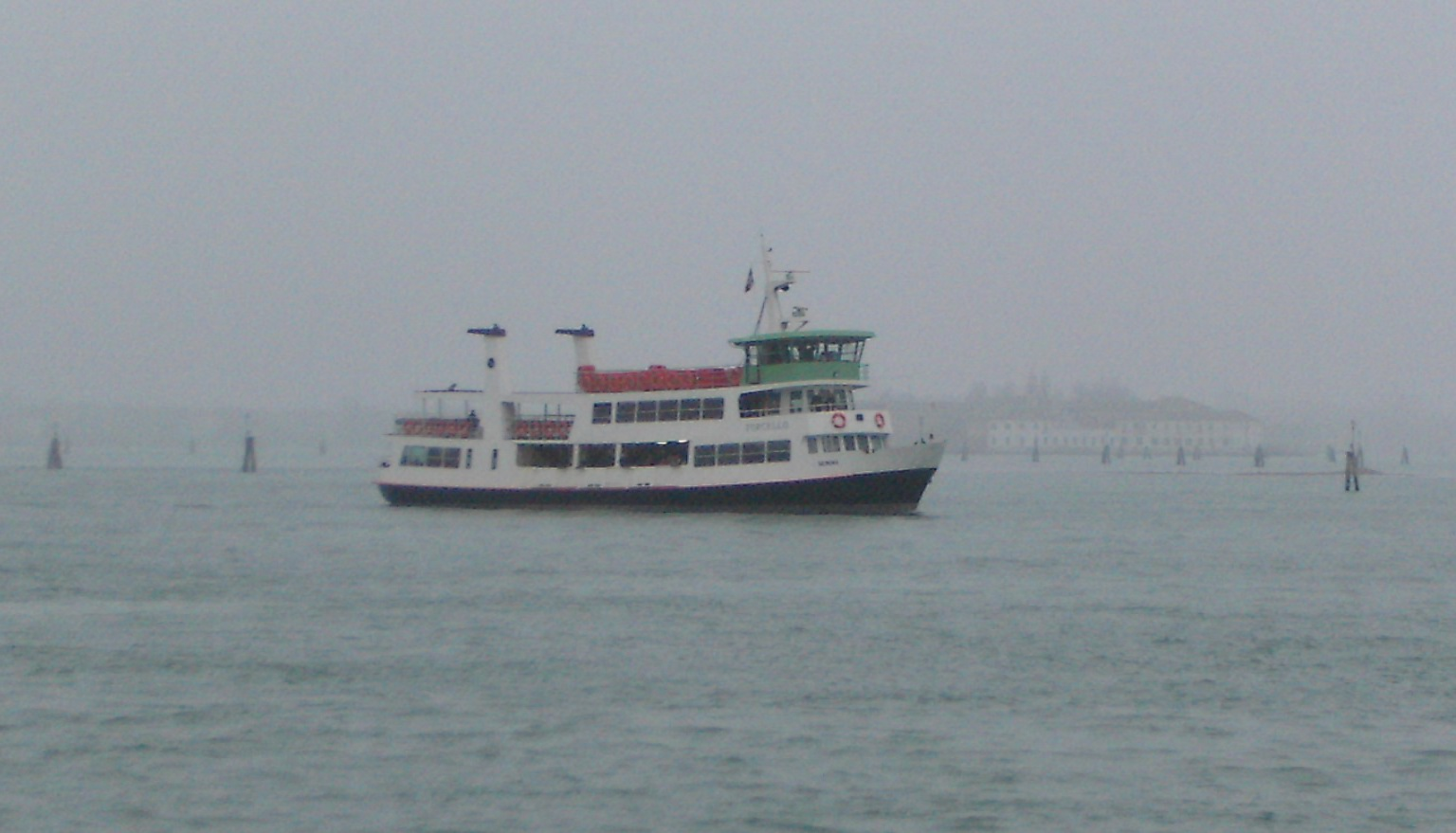
A Torcello motonave a Szent Márk öbölben
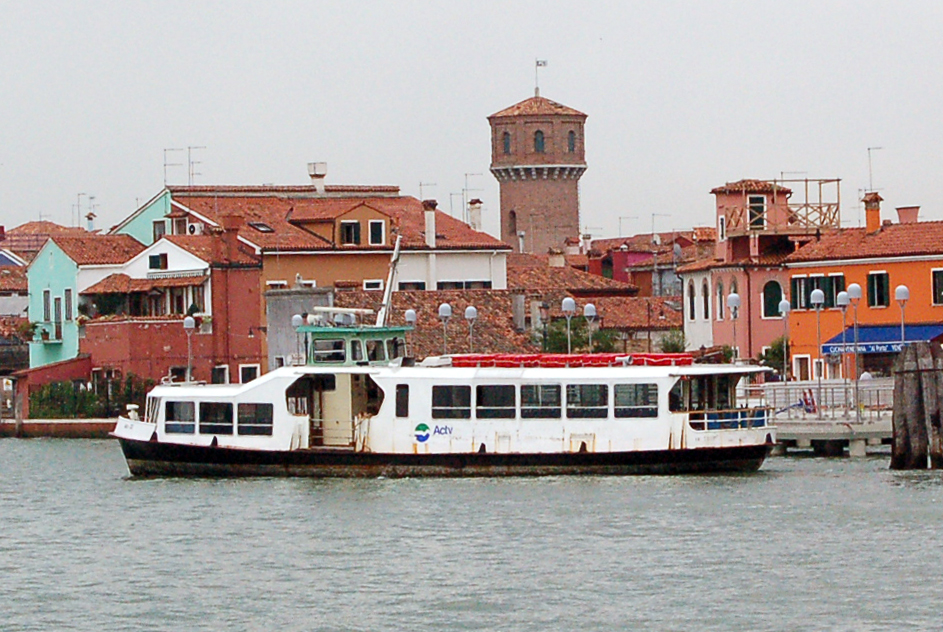
Egy motobattello Buranónál
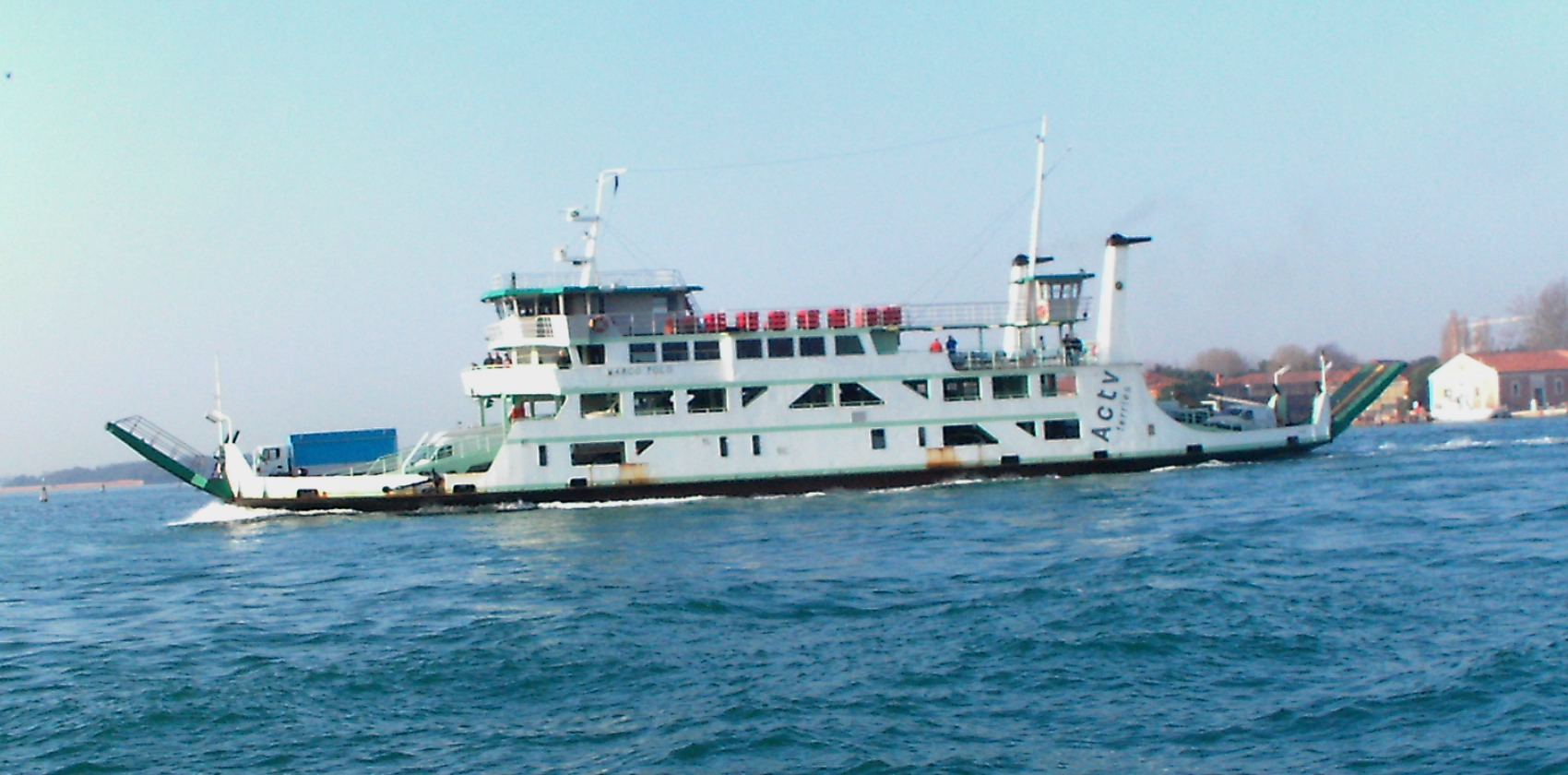
A Marco Polo komp a Szent Márk öbölben
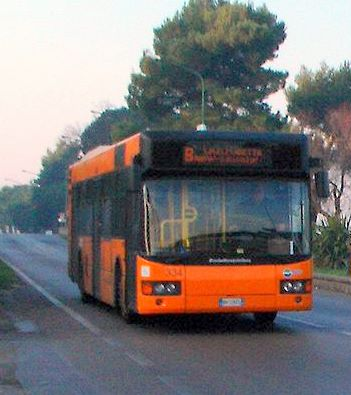
Monocar 240L Alberoninál

## Fordítás
- Ez a szócikk részben vagy egészben  az   ACTV című olasz Wikipédia-szócikk fordításán alapul.  Az eredeti cikk szerkesztőit annak laptörténete sorolja fel. Ez a jelzés csupán a megfogalmazás eredetét és a szerzői jogokat jelzi, nem szolgál a cikkben szereplő információk forrásmegjelöléseként.